# Love Don't Let Me Go (пісня Девіда Гетти)
«Love Don't Let Me Go» — пісня у виконанні французького ді-джея Девіда Гетти за участі Кріса Вілліса. Трек вийшов як другий сингл з його дебютного студійного альбому Just a Little More Love, хоча і був першим синглом альбому у Великій Британії. Головний ремікс пісні, «Love Don't Let Me Go», також вийшов як сингл в 2006 році.

## Музичне відео
Музичне відео для треку було випущено в січні 2002 року загальною довжиною дві хвилини і п'ятдесят п'ять секунд. Відео має голограму в Гетти в космосі, але знов у синглі немає Кріса Вілліса.

## Чарти
| Чарт (2002)                                   | Найвища позиція |
| --------------------------------------------- | --------------- |
| Бельгія (Ultratop Flanders)                   | 10              |
| Бельгія (Ultratop Wallonia)                   | 7               |
| Франція (SNEP)                                | 4               |
| Нідерланди (Dutch Top 40)                     | 19              |
| Румунія (Romanian Top 100)                    | 12              |
| Швейцарія (Media Control AG)                  | 13              |
| Велика Британія (The Official Charts Company) | 46              |